# Friedrich Adalbert Maximilian Kuhn
Friedrich Adalbert Maximilian Kuhn (Berlim, 3 de Setembro de 1842 — Berlin-Friedenau, 13 de Dezembro de 1894) foi um botânico, pteridólogo e micólogo que se destacou no estudo dos pteridófitos de África e do Pacífico. Usava os nomes "Max" ou "Maximilian Friedrich Adalbert Kuhn". Colaboraou com Konrad H. H. Christ e Georg H. Mettenius.

## Principais obras
- Isoëtaceae, Marsiliaceae, Salviniaceae, exposuit Maximilianus Kuhn ... Volumen 1 de Martii Flora brasiliensis. 1 pp. 1840
- Beitrage zur Mexicanischem Farnflora. Halle. 47 pp. 1869
- Filices Africanae. W. Engelmann, Lipsiae. 1868. i + 233 pp. 1 plancha, 240 mm
- Filices Deckenianae. Typis Breitkopfii & Haertelii, Lipsiae. 1867. 2,26, (2) pp. 220 mm
- Filices Novarum Hebridarum. Viena. 1869